# 君と出会えたこの場所
「君と出会えたこの場所」（きみとであえたこのばしょ）は、KATSUMIの8枚目のシングル。

## 解説
カップリング曲とも、4thオリジナル･アルバム『FORCE』からのシングルカット作品。

## 収録曲
全作詞：渡辺克巳／作曲：石川洋／ 編曲：武部聡志
1. 君と出会えたこの場所
  - JR北海道CMソング
2. 瞳を閉じて
3. 君と出会えたこの場所 （original karaoke）